# Physella globosa
Physella globosa är en snäckart som först beskrevs av Samuel Stehman Haldeman 1841.  Physella globosa ingår i släktet Physella och familjen blåssnäckor. Inga underarter finns listade i Catalogue of Life.